# 秦朔
秦朔（1968年12月—），籍貫河南省沈丘县，中共党员、中華人民共和國媒體人、编审。1990年7月从复旦大学新闻系毕业，之後加盟南风窗，從编辑记者做起，並且於1997年升任至總編輯。2000年秦朔在加州州立大学北岭分校学习，获得公共管理硕士学位。2001年9月起，秦朔在中山大学攻读在职博士研究生，方向为中国市场营销与消费者行为。2003年他提出不應崇拜GDP，並且他的文章《GDP先生的讲述》被收入了中国人民大学出版社出版的《宏观经济学》研究生教材。2004年參與創辦第一财经日报並成為該報紙的总编辑，他還擔任第一财经传媒有限公司总经理。2015年6月，秦朔从第一财经日报辞职，同年10月16日创办自媒体“秦朔朋友圈”。